# Licó (almirall)
Licó  (en llatí Lycon, en grec antic Λύκων) fou un almirall macedoni al servei d'Antígon el Borni.
Antígon el va enviar en ajut de la ciutat de Cal·làtia a Tràcia, que s'havia revoltat en contra de Lisímac, i estava assetjada per les forces d'aquest. La seva tasca no consta que hagués tingut cap èxit i es creu que va romandre inactiu.